# Sukkot (terytorium Gada)
Sukkot – miasto biblijne położone na wschód od Sychem, identyfikowane z Tall Dajr Ala (m.in. na podstawie wzmianek z Talmudu). Według Księgi Jozuego leżało na wschodnim brzegu Jordanu i było w posiadaniu pokolenia Gada. Według Księgi Rodzaju (Rdz 32,22–3; 33,17) w pobliżu znajdowała się przeprawa przez rzekę, którą przebył Jakub podczas swojej podróży z Mezopotamii do Kanaanu. Zgodnie z przekazem Księgi Sędziów (Sdz 8,5–16) władze miasta zostali ukarani przez Gedeona za nieudzielenia mu wsparcia militarnego. Niedaleko Sukkot w stronę Sartan znajdowała się według 1 Księgi Królewskiej (1Krl 7,46) pracownia, gdzie odlewano naczynia.